# Lorenzo Alier y Cassi
Lorenzo María Alier y Cassi (Barcelona, 1878 - Ibíd., 14 de enero de 1942) fue un abogado y político español. 

## Biografía
Era hijo de Lorenzo Alier Sala, natural de Vich, y de María Gracia Cassi, de Puigcerdá. Su padre había sido secretario de la Intendencia general carlista de Cataluña durante la tercera guerra carlista y posteriormente presidente del Círculo Tradicionalista de Barcelona y miembro de la Junta regional.
Lorenzo Alier Cassi fue abogado, doctor en derecho y decano del Colegio de Abogados de Barcelona. En las elecciones generales de 1907 fue elegido diputado por el distrito electoral de Cervera en la candidatura de Solidaridad Catalana. Fue un abogado de renombre. En 1908 fue autor de un Manual jurídico-canónico, político-administrativo, civil y penal para uso del clero español, y en 1910 participó en la redacción de la Enciclopedia Jurídica Española, con Víctor Pedret i Torres, Enrique Oliver Rodríguez, Juan Torres Ballester y Luis Moutón y Ocampo.
Como orador elocuente, tomó parte en actos de afirmación carlista, entre ellos los «aplechs» de Butsenit y Balaguer, el banquete de los Viveros de Madrid y el gran mitin de Zumárraga donde el pretendiente Don Jaime, que asistía de incógnito, le confundió con un detective, pero aclarado el error, se hizo acompañar por él hasta Francia y el caudillo legitimista le dio muestras de afecto.
Fue íntimo amigo de los jefes delegados carlistas Matías Barrio y Mier y Bartolomé Feliú, a cuyas órdenes desempeñó elevados cargos dentro de la Comunión Tradicionalista. También contó con la amistad y confianza del tribuno carlista Juan Vázquez de Mella.
Siendo miembro de la Junta regional de Cataluña de la Comunión Tradicionalista, en abril de 1934 fue nombrado jefe regional, cargo que mantuvo hasta marzo de 1936. Dos de sus hijos murieron a consecuencia de la represión en la zona republicana durante la guerra civil española. Estuvo casado con Rosa Espada Bertrán.